# Desmoscolex (Pareudesmoscolex) papillosus
Desmoscolex (Pareudesmoscolex) papillosus is een rondwormensoort.